# D'une nuit à l'autre
Pour plus de détails, voir Fiche technique et Distribution.
D'une nuit à l'autre (Ze soboty na nedeli) est un film tchécoslovaque de Gustav Machatý réalisé en 1931.
Le poète Vítězslav Nezval a contribué au scénario de ce film.

## Synopsis
C'est l'histoire de deux jeunes filles cherchant à se distraire après une semaine de travail au bureau, dans la vie nocturne de la ville.

## Fiche technique
- Titre français : D'une nuit à l'autre[2]
- Titre original : Ze soboty na nedeli (litt. « du samedi au dimanche »)
- Pays de production :  Tchécoslovaquie
- Date de sortie :
  - France : 28 octobre 1932[2]

## Distribution
- Ladislav H. Struna : Karel Benda
- Magda Maderova : Mána
- Jiřina Šejbalová : Nany
- Karel Jičínský : M. Ervín
- R. A. Dvorský : Pavel